# Campoplex sticticus
Campoplex sticticus là một loài tò vò trong họ Ichneumonidae.